# Tireur d'élite
Ne doit pas être confondu avec Tireur de précision (Marksman), Tireur embusqué (Sniper) ou Franc-tireur.
Pour les articles homonymes, voir Tireur d'élite (homonymie).

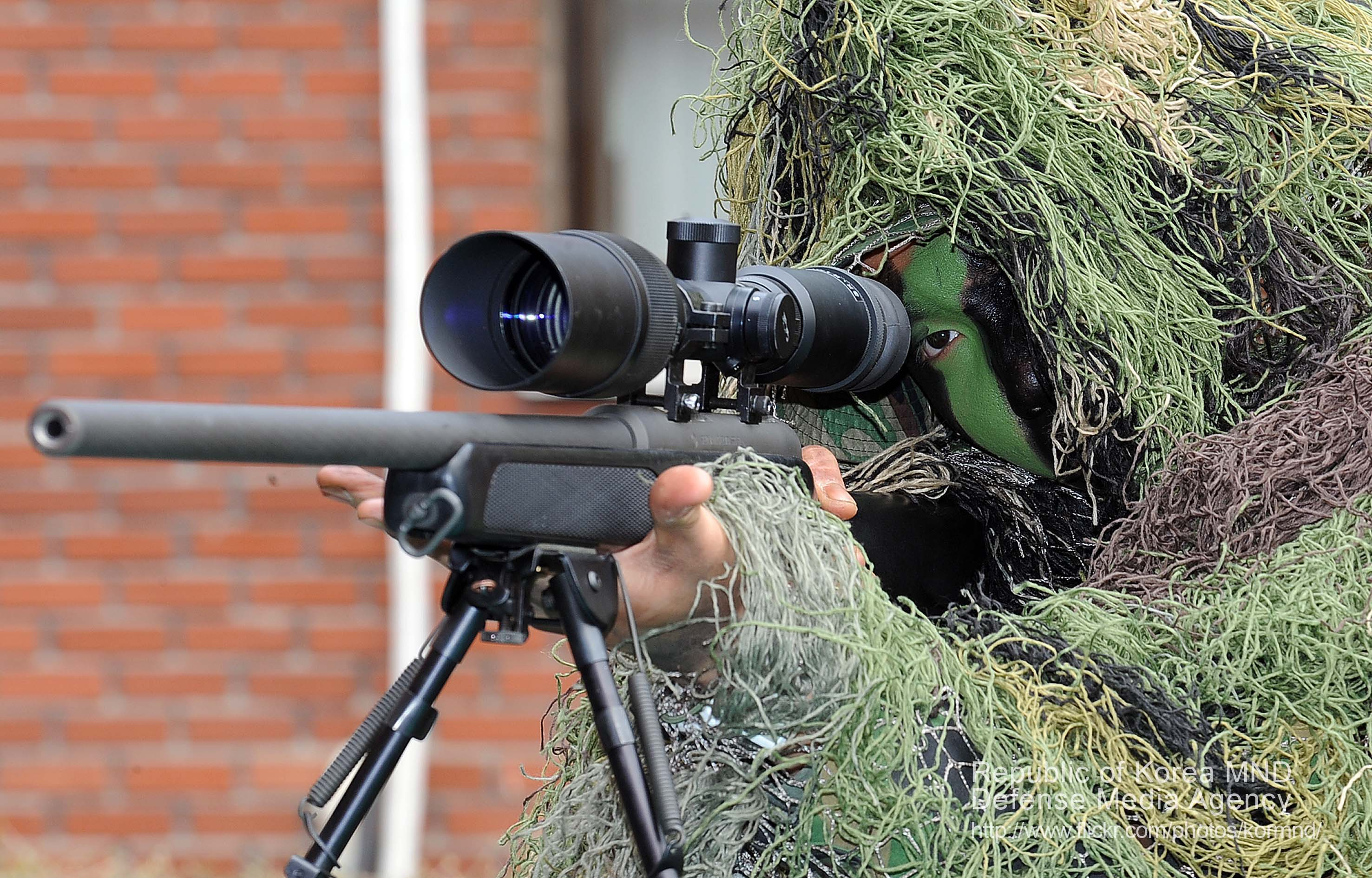
Un tireur d'élite coréen.

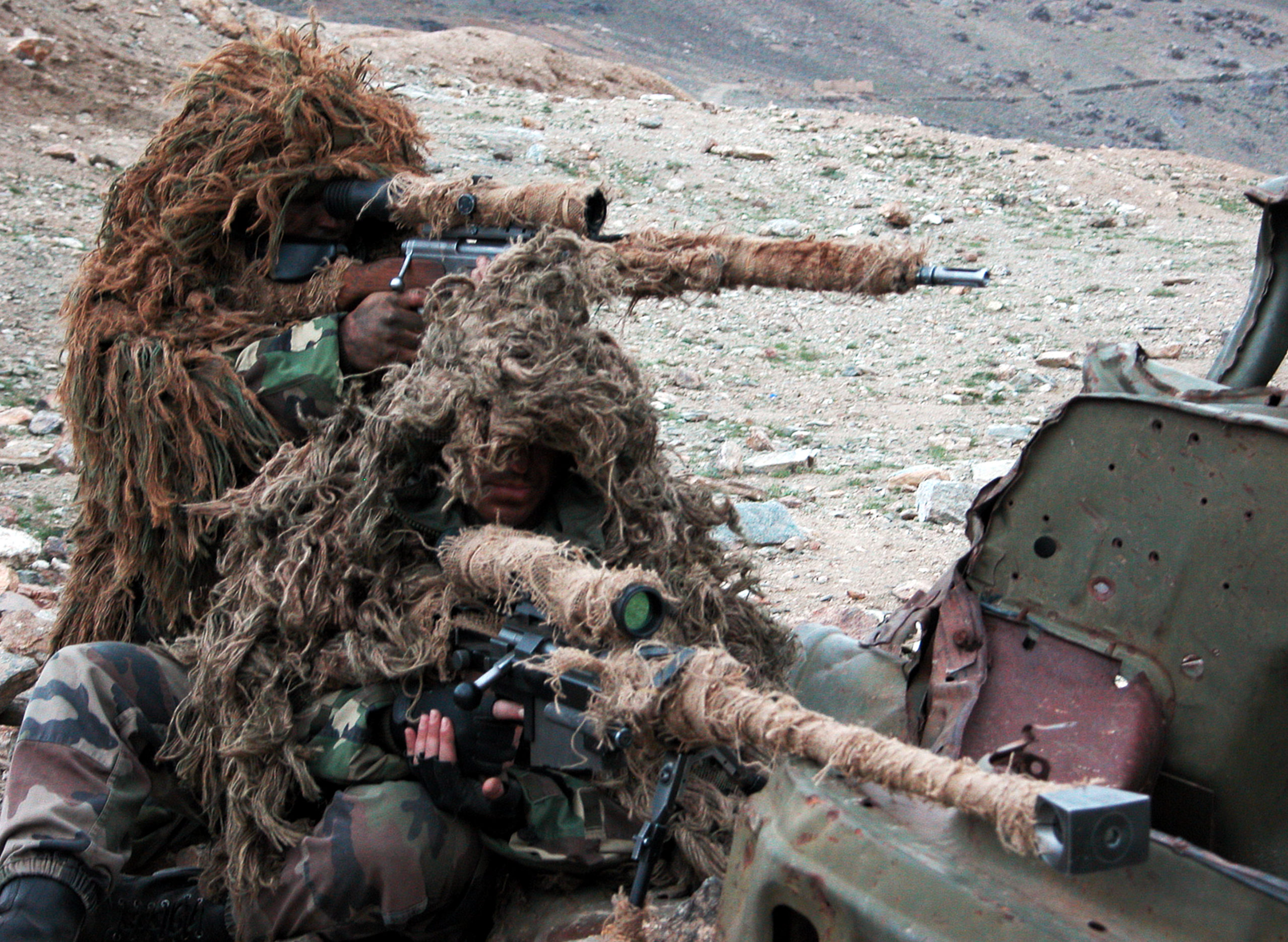
Des snipers du 2e Régiment étranger d'infanterie (France) en Afghanistan.

Un tireur d'élite est un tireur apte à réaliser des tirs de précision à l'aide d'un matériel adapté, tel que le fusil de précision.
Derrière ce terme générique, les tireurs d'élite se divisent en deux groupes principaux :
- le tireur de précision (TP), en anglais marksman ou anciennement sharpshooter, appartenant à une section d'infanterie et utilisant des fusils d'une portée efficace allant jusqu'à 800 m. Outre l'emploi militaire, des tireurs de précision sont fréquemment sollicités dans des missions de police, comme lors de prises d'otages, pour l'efficacité préventive de leur tir à distance ;
- le sniper ou tireur embusqué ou encore tireur d'élite à longue distance (TELD) dans l'armée française, agissant en petite équipe (en binôme ou en trinôme) de manière isolée et utilisant une arme d'un calibre supérieur au précédent qui permet des tirs précis à plus de 800 m. Outre l'emploi militaire, les snipers sont utilisés lors d'assassinats de personnalités politiques ou publiques protégées. Le sniper est destiné à rester caché dans un même endroit d'où il éliminera sa cible.

## Dans l'armée française
L'armée française n'utilise pas le terme « tireur d'élite » dans un sens générique, il désigne au contraire une catégorie précise. Elle utilise ainsi deux catégories de tireurs :
- les « tireurs de précision » (TP) appartenant à une unité conventionnelle d'infanterie, de fusiliers marins ou de fusiliers de l'air et intervenant en appui ;
- les « tireurs d'élite à longue distance » (TELD) ou simplement tireur d'élite (TE), dans les régiments conventionnels et dans les unités spécialisées des forces spéciales françaises.

## Dans la culture populaire

### Cinéma
- 1993 : Sniper (et ses suites) de Luis Llosa, avec Tom Berenger.
- 1999 : Tireur d'élite (de) (Straight Shooter) de Thomas Bohn (de).
- 2001 : Stalingrad de Jean-Jacques Annaud, qui raconte l'affrontement entre deux tireurs d'élite tout au long de la bataille de Stalingrad (1942-1943).
- 2007 : Shooter, tireur d'élite d’Antoine Fuqua.
- 2011 : Forces Spéciales de Stéphane Rybojad, montre le poste de TE au sein du Commandement des opérations spéciales (COS) déployés auprès des Forces françaises en Afghanistan pour une opération d'exfiltration risquée via le rôle d'Élias joué par Raphaël Personnaz.
- 2014 : American Sniper de Clint Eastwood. Adaptation de la biographie homonyme du sniper américain Chris Kyle.
- 2015 : Résistance de Sergueï Mokritskiy, qui retrace le parcours de Lioudmila Pavlitchenko, tireuse d'élite ukrainienne qui se distingua notamment lors du siège de Sébastopol (1941-1942).
- 2017 : The Wall de Doug Liman, qui raconte l'histoire de deux snipers américains pris en embuscade par un sniper irakien.

### Télévision
- La série Cœurs noirs (2023) montre le poste de TELD (Tireur d'Élite à Longue Distance) via le personnage de Sabrina (jouée par Nina Meurisse), ajoutée à la force d'intervention chargée de récupérer les djihadistes français en Irak dans la foulée des Attentats du 13 novembre 2015 en France à la veille de l'attaque de Moussoul (2016) aux côtés des Forces Spéciales Françaises.

### Jeux vidéo
- La saga Sniper: Ghost Warrior permet d'incarner un sniper.
- La saga Sniper Elite où le protagoniste incarne un sniper pendant la Seconde Guerre mondiale.
- Dans le jeu Call of Duty 4: Modern Warfare, deux missions flashback permettent d'incarner un tireur d'élite en tenue Ghillie.
- Une mission d'opérations spéciales de Call of Duty: Modern Warfare 2 permet aussi d'incarner un sniper en tenue Ghillie.
- Dans le jeu PC Star Wars : The Old Republic, le tireur d'élite est une des deux classes avancées de l'agent impérial.